# Oerlikon GDF
Oerlikon GDF je  dvocevni 35 mm vlečni protiletalski top, ki ga je zasnovalo švicarsko podjetje Oerlikon Contraves. Leta 2009 se je to podjetje združilo z Rheinmetallom. Top je bil zasnovan v 1950ih, sprva je imel  oznako 2 ZLA/353 ML, kasneje so jo spremenili v GDF-001. 
Top GDF uporablja okrog 30 držav po svetu. 

## Projektili
| NATO oznaka                 | HEI-T                  | HEI                    | HEI(BF)                | SAPHEI-T               | FAPDS                  | TP-T/TP                | AHEAD                  |
| --------------------------- | ---------------------- | ---------------------- | ---------------------- | ---------------------- | ---------------------- | ---------------------- | ---------------------- |
| Teža projektila             | 535 g (18,9 oz)        | 550 g (19 oz)          | 550 g (19 oz)          | 550 g (19 oz)          | 375 g (13,2 oz)        | 550 g (19 oz)          | 750 g (26 oz)          |
| Eksploziv                   | 98 g (3,5 oz)          | 112 g (4,0 oz)         | 70 g (2,5 oz)          | 22 g (0,78 oz)         | n/a                    | n/a                    | n/a                    |
| Polnilo                     | 330 g (12 oz)          | 330 g (12 oz)          | 330 g (12 oz)          | 330 g (12 oz)          | 330 g (12 oz)          | 330 g (12 oz)          | 330 g (12 oz)          |
| Teža granate                | 1.565 g (55,2 oz)      | 1.580 g (56 oz)        | 1.580 g (56 oz)        | 1.552 g (54,7 oz)      | 1.440 g (51 oz)        | 1.580 g (56 oz)        | 1.780 g (63 oz)        |
| Izstopna hitrost projektila | 1.175 m/s (3.850 ft/s) | 1.175 m/s (3.850 ft/s) | 1.175 m/s (3.850 ft/s) | 1.175 m/s (3.850 ft/s) | 1.440 m/s (4.700 ft/s) | 1.175 m/s (3.850 ft/s) | 1.050 m/s (3.400 ft/s) |